# Caravia
Caravia es un concejo situado en la zona centro oriental de Asturias, al norte de España. Limita al norte con el mar Cantábrico, al sur con Parres, al este con Ribadesella y al oeste con Colunga. La zona sur del concejo forma, junto a los concejos anteriores y el de Piloña, el Paisaje Protegido de la Sierra del Sueve.
Desde 2006, junto con los municipios de Parres y Piloña forma la Mancomunidad de la Comarca del Sueve. Cuenta con una población de 492 habitantes (INE 2024).

## Geografía

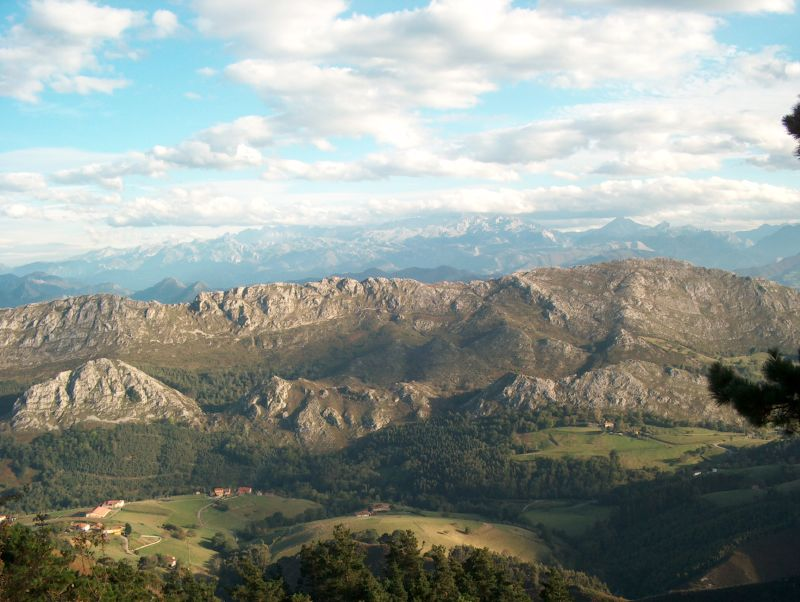
Sierra del Sueve

Caravia es el tercer concejo más pequeño de Asturias. Sus principales núcleos de población son Prado (Caravia L'alta en asturiano y cooficialmente), Los Duesos y Duyos. Está a unos 68 km de la capital del Principado y sus principales vías de comunicación son la carretera nacional N-632, que es su eje básico comunicándola de este a oeste, la comarcal AS-260, que une Colunga con Arriondas, y la autovía A-8, que permite acceder a Oviedo y a Gijón.

### Orografía
El relieve es poco accidentado, con abundantes planicies y pendientes no excesivas, es un municipio de amplios valles con suelos fácilmente cultivables. Al sur están sus mayores cumbres, con El Fito (631 m) como cota máxima. Al norte destacan sus playas: Playa de El Pozo de las Pipas, Playa de El Viso, Playa de Beciella, Arenal de Morís, y La Espasa, que se alternan con grandes acantilados en la costa. El resto del concejo no presenta grandes pendientes ni desniveles, con una orografía poco accidentada. Su principal curso fluvial es el río Los Romeros.

### Clima
Su clima es suave, templado y húmedo. Su pluviosidad es moderada y su temperatura va de los 4 a 9 grados en invierno a los 20 a 22 grados en verano. Todo su sector centro sur está catalogado como Paisaje Protegido de la Sierra del Sueve que incluye los municipios de Colunga, Piloña, Parres y Ribadesella.

## Historia

### Prehistoria
Los vestigios humanos más antiguos encontrados en Caravia corresponden al periodo Paleolítico, periodo en el que se empezó a trabajar la piedra. De esta época son Los Abrigos de "Les Vaques" y el de "La Pongueta", situados en las proximidades de la localidad de Duyos. Próximos a un curso de agua y bajo un escarpe rocoso en el que el hombre del paleolítico encontró cobijo.
En las proximidades de la Playa de la Beciella, a la desembocadura del río de Los Romeros se alza el túmulo dolménico de la Beciella, de grandes dimensiones. A escasa distancia de éste se encuentra la Necrópolis de la Tuerba, formada por tres túmulos ubicados en la rasa litoral.
Las primeras excavaciones realizadas en el Picu el Castru, son llevadas a cabo el 22 de agosto de 1917, por Aurelio del Llano, encontrando en el primer corte de terreno una fortificación prehistórica, localizada a 380 m de altitud y a solo dos kilómetros del mar. Esta fortificación tenía 225 m de perímetro.
Desde este castro se divisaba el mar y la montaña, siendo el lugar de vigilancia de la zona de Caravia y Colunga. Se accedía a él por medio de una rampa en zig-zag y en su interior se distribuían las chozas de planta rectangular de 4 por 3 m, separados unas de otras por unos 90 cm.
En el castro de Caravia, según relata Aurelio de Llano en "El Libro de Caravia" se encontraron junto con las herramientas de trabajo y de utensilios domésticos, los adornos femeninos: fíbulas de bronce y de hierro, pendientes y cuentas de collares. Es de destacar la fíbula de bronce que representa un caballito, decorada con líneas de puntos en bajorrelieve. 
Según Aurelio de Llano el castro se remonta a la Edad del Bronce (2500 a 900 a. C.). Todas las piezas procedentes de la excavación se encuentran actualmente en el Museo Arqueológico de Asturias.

### Edad Antigua
Del periodo romano solo existe en Caravia una única pieza aunque de gran importancia, conocida como La Estela de Duesos. La Estela fue descubierta en el exterior de la iglesia de Duesos y está tallada en un bloque de cuarcita. Es frecuente la existencia de estas piezas próximas a iglesias cristianas o bien empotradas en la fábrica de las mismas debido a la cristianización de lugares de culto pagano.
Es un fragmento de estela anepigráfico y decorado por sus cuatro caras. La decoración se divide en registros, y la cabecera se reserva, para uno o varios motivos astrales. El más repetido es la esvástica múltiple de radios curvos. Se relaciona con el grupo de estelas romanas pero mantiene tradiciones indígenas astures. Entre los materiales extraídos del castro existen ejemplos de decoración similar a la estela.

### Edad Media
En la época Alto Medieval, ya hay fuentes escritas que hacen referencia a este espacio, pero dentro de la unidad geo-administrativa de Colunga. Pero el germen diferenciador de Caravia dentro de las tierras de Colunga, sería el monasterio de Santiago, situado en el Ríu los Romeros y fundado por el conde Munia Roderici apodado el Can, y del que son conocidas sus disputas con el presbítero Gevoldo. Hay otros documentos más tardíos en los que Fernando II, dona al monasterio de Santiago de Caravia a la influyente iglesia de Oviedo, este mismo documento indica la pertenencia de Caravia al territorio Colungues. No fue hasta Alfonso IX, que fue quien hizo libre al coto del monasterio de Santiago de Caravia, con todos sus “bienes y hombres” donándolo a la Mitra Ovetense, a cambio de unos terrenos que esta tenía en el actual Ribadesella.
En la Baja Edad Media ya aparecía el territorio de Caravia como un valle independiente de las tierras de Colunga, teniendo a partir de esta etapa, pocas noticias de la vida de esta comarca, creyéndose que a finales del siglo XVI el monasterio estuviera en ruinas no pudiendo encontrar documentación que nos sirva.

### Edad Moderna
En la época Moderna, se desconoce cómo se desvinculó este concejo de la Mitra Ovetense, pero sí se tiene constancia que en el siglo XVI, el municipio cayó bajo la injerencia de las principales familias: Catre, Ruiz de Junco, Cangas, etc, hasta el siglo XVII, en que los cargos pasan a ser desempeñados libremente.
La segunda mitad del siglo XVIII, trae una serie de novedades y avances como fue la concedida por la Junta General del Principado a los concejos de Caravia y Parres, para las obras de abrir el paso del Fitu, en esta época también recibió su nuevo ordenamiento municipal.

### Edad Contemporánea

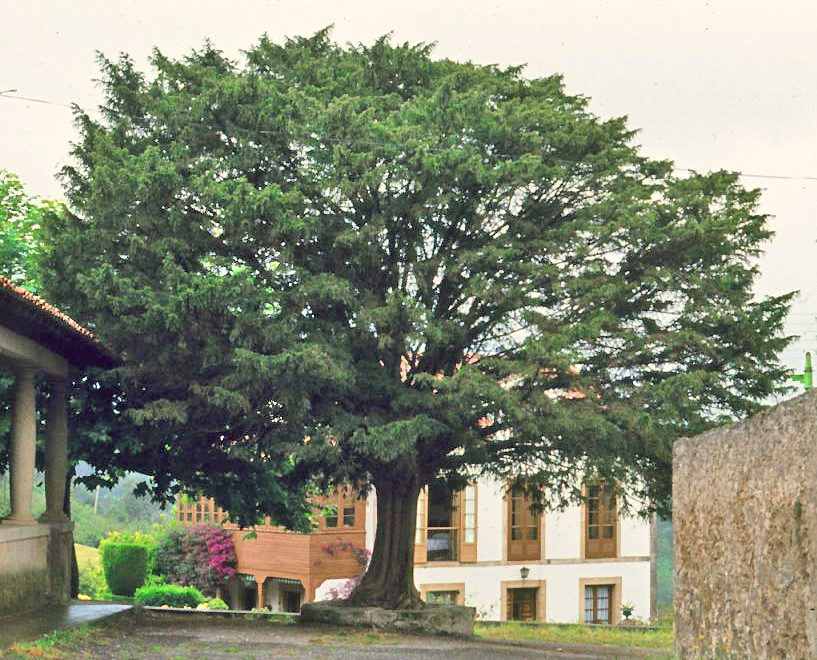
Viejo tejo en la localidad (1975)

Ya en el siglo XIX se inicia con la guerra de la Independencia que no tuvo hechos destacables, solamente las sucesivas invasiones y la labor guerrillera de las gentes del lugar. Con las reformas administrativas liberales, estuvo a punto de ser incluido en tierras de Colunga pero el ayuntamiento y sus habitantes remitieron una carta a la reina Isabel II luchando por su independencia, cosa que lograron.
En el siglo XX, y durante la guerra civil española, este concejo queda inmerso en la zona republicana, hasta que las tropas sublevadas cruzaron la región, rompiendo la resistencia miliciana del cinturón del Sella. Este siglo estuvo marcado por las explotaciones del espato flúor que convierte a Caravia en un centro receptor de emigrantes hasta el cierre de las minas en la década de los ochenta. Así pues, este concejo tuvo que plantearse una nueva conversión económica, intensificando su sector ganadero y explotando un nuevo sector, el turístico, en el que quien lo visita disfruta de las dos características más importante del panorama asturiano: mar y montaña.

## Demografía
Caravia cuenta con una población de 492 habitantes (INE 2024).
| Gráfica de evolución demográfica de Caravia entre 1842 y 2021                                                       |
| |
| Población de derecho según los censos de población del INE Población de hecho según los censos de población del INE |

Su población fue siempre pequeña, en parte debido a su tamaño y a su propia economía, basada en las labores agrícolas y ganaderas. Este concejo tuvo constantes oscilaciones pero siempre rondando el millar de habitantes, su cuota máxima la alcanza en 1910 y a partir de 1980 su población desciende un 28,2 % debido al cierre de las minas de fluorita. Tuvo un proceso de emigración dirigido hacia México, Cuba y Argentina, como caso anecdótico, diremos que la repatriación de divisas dio lugar a una gran actividad constructora en el concejo.
El grupo más numeroso de población lo constituyen las personas mayores de 60 años con un 27 % de la población y dentro de este grupo, las mujeres donde un tercio superan esa edad.

## Comunicaciones
Sus principales vías de comunicación son la carretera nacional N-632, que es su eje básico comunicándola de este a oeste, la comarcal AS-260, que une Colunga con Arriondas, y la autovía del Cantábrico (A-8), que permite acceder a Gijón, Avilés o Llanes.

## Economía
Los sectores más productivos son el ganadero y el agrícola. El primer motor económico fue su explotación minera del espato flúor, aunque desde finales de los ochenta ya no tiene actividad.
El atractivo de la zona ha provocado la aparición de segundas viviendas, un ejemplo lo tenemos en el núcleo de La Espasa donde de las treinta y dos viviendas, sólo una está censada como vivienda principal, siendo el resto vivienda secundaria.

## Administración y política

### Gobierno municipal
En el concejo de Caravia, desde 1979, el partido que más tiempo ha gobernado ha sido el PP. La actual alcaldesa es María Salomé Samartino Pérez, del PP, la primera del partido desde 1999.
| Periodo   | Nombre                       | Partido | Partido                                    |
| --------- | ---------------------------- | ------- | ------------------------------------------ |
| 1979-1983 | Manuel García Rivero         |         | Unión de Centro Democrático (UCD)          |
| 1983-1991 | Francisco Fernández Rivero   |         | Alianza Popular (AP)                       |
| 1991-1999 | Francisco Fernández Rivero   |         | Partido Popular (PP)                       |
| 1999-2011 | Pablo García Pando           |         | Federación Socialista Asturiana (FSA-PSOE) |
| 2011-2023 | María Salomé Samartino Pérez |         | Partido Popular (PP)                       |

| Partido político    | Partido político                              | 1987   | 1991   | 1995   | 1999   | 2003   | 2007   | 2011   | 2015   | 2019   | 2023   |
| Partido político    | Partido político                              | Ediles | Ediles | Ediles | Ediles | Ediles | Ediles | Ediles | Ediles | Ediles | Ediles |
|                     | Alianza Popular (AP)-Partido Popular (PP)     | 4      | 4      | 4      | 3      | 3      | 3      | 2      | 4      | 5      | 5      |
|                     | Federación Socialista Asturiana (FSA-PSOE)    | 2      | 2      | 3      | 4      | 4      | 4      | 3      | 1      | 2      | 2      |
|                     | Izquierda Unida (IU)-Bloque por Asturies (BA) | 1      | 1      | 0      | 0      | 0      | 0      | 0      | 1      | 0      | —      |
|                     | Foro Asturias (FAC)                           | —      | —      | —      | —      | —      | —      | 2      | 1      | 0      | —      |
| Total de concejales | Total de concejales                           | 7      | 7      | 7      | 7      | 7      | 7      | 7      | 7      | 7      | 7      |

### Organización territorial
El concejo de Caravia está dividido en dos parroquias:
- Caravia Alta (en asturiano y oficialmente Caravia L'alta)[2]
- Caravia Baja (en asturiano y oficialmente, Caravia La Baxa)[2]

## Cultura

### Patrimonio
Su patrimonio religioso antiguo es escaso, pero si es abundante su patrimonio moderno. Destacando:
- La iglesia de Santiago, su primera estructura es del siglo XVII reformada posteriormente. Construida con materiales del antiguo monasterio. El edificio hoy en día, es de nave única, cabecera cuadrada y dos capillas añadidas en el siglo XIX. La iglesia está construida en mampostería y carece de elementos decorativos, excepto una lápida sobre la portada principal con la Cruz de la Victoria grabada y adornada con perlas. Un pórtico de columnas de piedra artificial recorre la nave principal por tres lados.

Aparte hay que destacar un conjunto arquitectónico de casas con capillas y otros edificios alrededor que daba un determinado rango a las familias del concejo, como fueron:
- La casa de la familia González Cutre en Prado, es un conjunto cerrado todo él por una tapia de mampostería. El palacio es del siglo XVII, donde desaparece toda decoración para basarse en el orden de los elementos. Es un edificio de bloque rectangular, con dos pisos y buhardilla, tiene un eje central que está marcado por la puerta y en la parte superior sobre la puerta un balcón con dos ventanas de cada lado. La simetría se rompe abajo sustituyendo una ventana por dos saeteras. Sobre las ventanas de arriba está el escudo familiar. El edificio está hecho de mampostería, sillares escuadrados en las esquinas y grandes piedras talladas para las ventanas. Su capilla no está separada, sino que está en una dependencia de la casa. El conjunto se completa con otras dependencias, cuadras, vivienda del casero y su familia, etc.
- Conjunto residencial de la familia Manjón "El franco" en Duesos, el conjunto está formado por la casa, dependencias agrícolas y capilla. Todo ello se articula alrededor de un patio. La casa es un bloque de dos plantas y su fachada principal está en uno de los lados sin decoración y con ventanas en la planta baja y balcones en la superior. Su capilla se encuentra en frente de la fachada principal, y es una construcción modesta, pequeña y con un solo hueco, estando rematado con un pórtico de teja. Todo el conjunto está rodeado por un muro de mampostería.
- Palacio Manjón en Carrales, es una sólida edificación hecha en mampostería y sillar. Con un gran alero saledizo en el segundo piso y una galería de madera en la fachada posterior. Es el típico ejemplo de la casona rural del siglo XVIII. Se encuentra dentro de la finca de "El Pando"
- Villa Concha, de principios del XX, es de tipo indiano, mezclando elementos autóctonos con exóticos. En la fachada posterior aparece la típica galería de madera, hierro y cristal. Está unida a una cochera de carácter modernista.
- Villa Rosario, es de alrededor de 1920, tiene una torre en un ángulo, en la parte baja hay un decorativo balcón con una moldura de gran vistosidad.

### Fiestas
El sábado de Pascua, es la Jira campestre la Forquita, montaña situada cerca de Prado.
En julio el último domingo se celebra Santiago Apóstol en Caravia Baja.
En septiembre el primer domingo se celebra Nuestra Señora de la Consolación en Caravia Alta.
El sábado más próximo a la noche de San Juan "foguera" en la playa de La Espasa